# Tetrapla

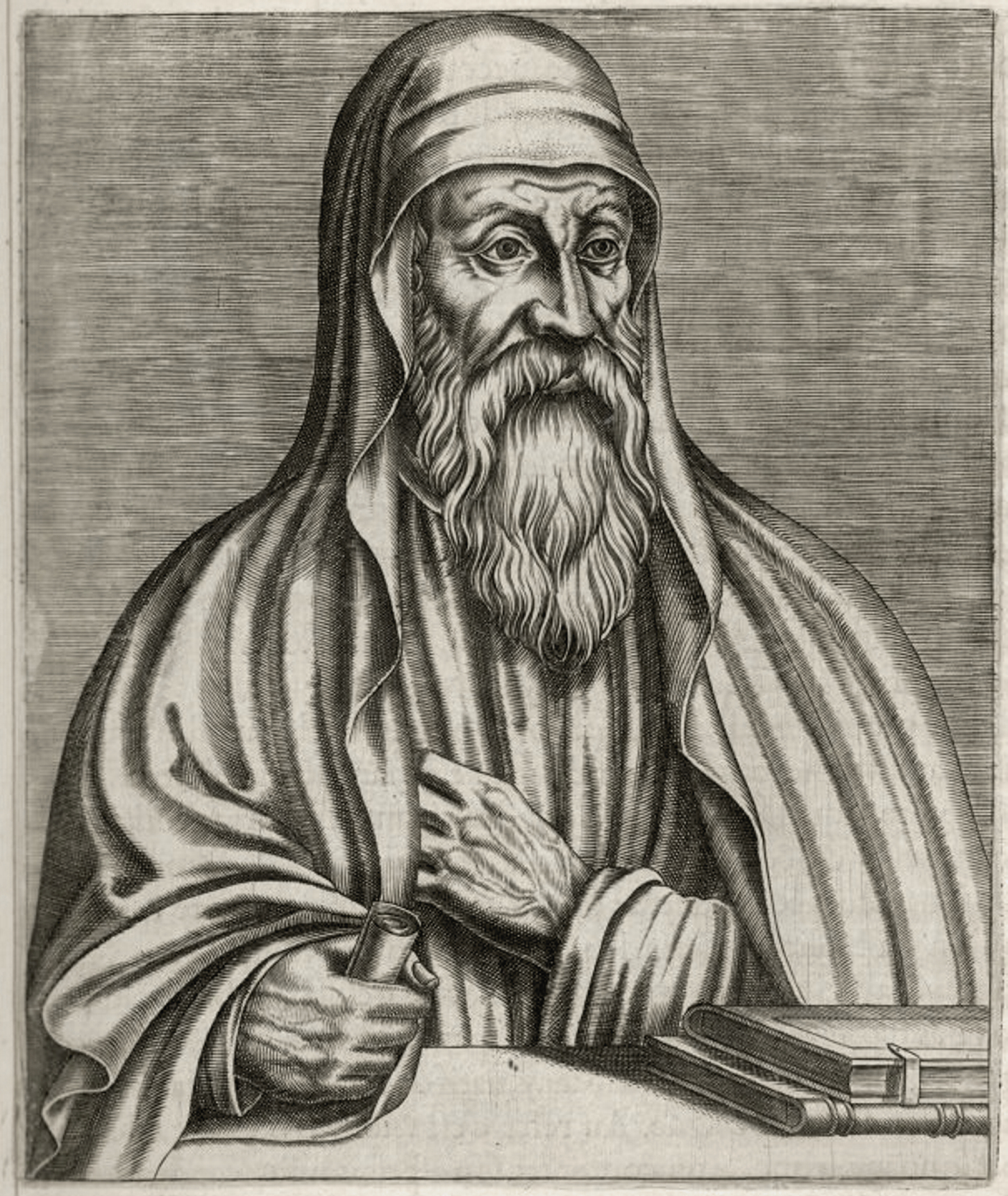
Origenes, kerkhistoricus en verdediger van het christendom in de derde eeuw

De Tetrapla is een studiebijbel van het Oude Testament, samengesteld en geschreven door Origenes (185 – 253/254).
De Tetrapla bestaat uit een aantal kolommen waarin, naast elkaar, verschillende Joodse versies en Griekse vertalingen van de Bijbel opgenomen zijn. De studiebijbel is een verkorte versie van de Hexapla en bestaat uit slechts vier delen, kolommen. Vandaar de naam  Tetrapla  (wat viervoudig betekent).
Onbekend of deze studie een voorstudie was voor de Hexapla.
Het bevat de kolommen de volgende versies van het Oude Testament:
- een Griekse vertaling van Aquila genaamd Aquila van Sinope,
- een Griekse vertaling van Symmachus de Ebioniet,
- de Septuagint in een door Origenes zelf herziene versie,
- en een Griekse vertaling van Theodotion, ook wel bekend als Theodotus.